# Série des inverses des nombres premiers

Représentation de la somme des inverses des nombres premiers (en bleu). On observe que la somme diverge lentement vers l'infini car elle est bornée inférieurement par une fonction divergente (en rouge).

En mathématiques, la série des inverses des nombres premiers est la série de terme général 1/pn, où pn désigne le n-ème nombre premier. Le terme général de la série tend vers zéro, cependant, la suite (croissante) des sommes partielles n'est pas convergente pour autant : Leonhard Euler a démontré en 1737 que
ce qui renforce à la fois le théorème d'Euclide sur les nombres premiers et celui d'Oresme sur la série harmonique.

## Démonstration par l'analyse
La démonstration suivante est due à Paul Erdős.
Supposons par l'absurde que la série des inverses des nombres premiers soit convergente. 
Il existe donc un entier naturel m tel que :
{\displaystyle \sum _{n=m+1}^{+\infty }{\frac {1}{p_{n}}}<{\frac {1}{2}}.}
Définissons {\displaystyle N(x)} comme le nombre d'entiers strictement positifs inférieurs à x et qui ne sont divisibles que par des nombres premiers parmi les m premiers (donc parmi {\displaystyle p_{1},p_{2},...,p_{m}}). Un tel entier peut être écrit sous la forme kr2 où k est un entier sans facteur carré.
Puisque seulement les m premiers nombres premiers peuvent diviser k, il y a au plus 2m choix pour k. Conjointement avec le fait qu'il y a au plus {\displaystyle {\sqrt {x}}} valeurs possibles pour r, cela nous donne :
{\displaystyle N(x)\leqslant 2^{m}{\sqrt {x}}.}
Le nombre d'entiers strictement positifs inférieurs à x et divisibles par au moins un nombre premier différent des m premiers est égal à {\displaystyle x-N(x)}.
Puisque le nombre d'entiers inférieurs à x et divisibles par p est au plus x/p, nous obtenons :
{\displaystyle x-N(x)\leqslant \sum _{n=m+1}^{+\infty }{x \over p_{n}}<{x \over 2},}
ou encore 
{\displaystyle {x \over 2}<N(x)\leq 2^{m}{\sqrt {x}}.}
Or cette inégalité est fausse pour x suffisamment grand, en particulier pour x supérieur ou égal à 22m + 2, d'où une contradiction. 
En affinant cette preuve par l'absurde, on peut même la transformer en une minoration explicite des sommes partielles de la série :
{\displaystyle \sum _{n\leqslant x}{\frac {1}{n}}\leq \sum _{r=1}^{+\infty }{\frac {1}{r^{2}}}\prod _{p_{n}\leq x}\left(1+{\frac {1}{p_{n}}}\right)\leqslant 2\prod _{p_{n}\leqslant x}{\rm {e}}^{\frac {1}{p_{n}}}} donc
ce qui confirme une partie de l'intuition d'Euler :

« La somme de la série des inverses des nombres premiers […] est infiniment grande ; mais infiniment moins que la somme de la série harmonique […]. De plus, la première est comme le logarithme de la seconde. »

## Preuve par un produit eulérien
Connaissant l'équivalent
{\displaystyle \ln \left({\frac {1}{1-{\frac {1}{p}}}}\right)\sim {\frac {1}{p}}} quand {\displaystyle p\to +\infty },
il suffit de montrer la divergence de la série de terme général {\displaystyle \ln \left({\frac {1}{1-{\frac {1}{p_{n}}}}}\right)}, ou encore de son exponentielle, le produit (a posteriori infini) des {\displaystyle {\frac {1}{1-{\frac {1}{p_{n}}}}}>1}. Or
{\displaystyle {\begin{matrix}\displaystyle \prod _{n=1}^{\infty }{\frac {1}{1-{\frac {1}{p_{n}}}}}&=&\displaystyle \sup _{k\in \mathbb {N} ^{*}}\prod _{n=1}^{k}{\frac {1}{1-{\frac {1}{p_{n}}}}}&=&\displaystyle \sup _{k\in \mathbb {N} ^{*},s>1}\prod _{n=1}^{k}{\frac {1}{1-p_{n}^{-s}}}&=&\displaystyle \sup _{s>1}\prod _{n=1}^{\infty }{\frac {1}{1-p_{n}^{-s}}}\\&{\underset {(1)}{=}}&\displaystyle \sup _{s>1}\zeta (s)&{\underset {(2)}{=}}&\displaystyle \sup _{s>1}\sum _{n=1}^{\infty }{\frac {1}{n^{s}}}&=&\displaystyle \sum _{n=1}^{\infty }{\frac {1}{n}}&=&+\infty \end{matrix}}}
(pour les égalités (1) et (2), voir l'article « Produit eulérien »).
Prenant les logarithmes des équivalents, on en déduit à nouveau que {\displaystyle \sum _{n=1}^{N}{\frac {1}{p_{n}}}\sim f(N):=\ln \ln N}. On pourrait penser que cela implique que {\displaystyle {\frac {1}{p_{N}}}\sim f'(N)} et donc que {\displaystyle p_{N}\sim {N\ln N}}, mais il est en fait impossible de rendre rigoureuse cette démonstration du théorème des nombres premiers.

## Développement asymptotique
Soit x un réel positif. Le développement asymptotique à deux termes de la série des inverses des nombres premiers est:
{\displaystyle \sum _{p\leqslant x}{\frac {1}{p}}=\ln \ln x+M+o(1)} où {\displaystyle M=\gamma +\sum _{n=1}^{+\infty }\left(\log \left(1-{\frac {1}{p_{n}}}\right)+{\frac {1}{p_{n}}}\right)} est la constante de Meissel-Mertens et {\displaystyle \gamma } la constante d'Euler.

## Sommes partielles
Bien que les sommes partielles de la série des inverses des nombres premiers puissent dépasser toute valeur entière, elles ne sont jamais égales à un entier.
Ceci peut se démontrer par récurrence .  La première somme partielle est égale à 1/2, qui est de la forme impair/pair. Si la n-ième somme partielle (pour n ≥ 1) est de la forme impair/pair, alors la (n + 1)-ème somme est
{\displaystyle {\frac {\text{impair}}{\text{pair}}}+{\frac {1}{p_{n+1}}}={\frac {{\text{impair}}\cdot p_{n+1}+{\text{pair}}}{{\text{pair}}\cdot p_{n+1}}}={\frac {{\text{impair}}+{\text{pair}}}{\text{pair}}}={\frac {\text{impair}}{\text{pair}}}}
Elle n'est donc pas entière, ce qui achève la récurrence..
On peut aussi réduire l'expression de la somme des n premiers inverses de nombres premiers (ou bien la somme des inverses de tout ensemble de nombres premiers) au même dénominateur, qui est le produit de tous ces nombres premiers. Chacun de ces nombres premiers divise tous les termes du numérateur sauf un et ne divise donc pas le numérateur lui-même ; mais chaque nombre premier divise le dénominateur. Ainsi la fraction est irréductible et n'est pas entière.